# Karin Ygberg
Karin Ygberg, född den 30 juni 1906 i Uppsala, död den 25 januari 2004 i Stockholm, var en svensk operettsångerska. 

## Biografi
Ygberg studerade för Emma Meissner och Rosa Grünberg och scendebuterade 1926 som Dolly i operetten Orloff på Oscarsteatern. Hon hade engagemang hos Albert Ranft 1926–1929, vid Södra Teatern 1929–1930 och vid Skansens Friluftsteater sommaren 1939. Ygberg deltog i folkparkssommarturnéer och bedrev enskild konsertverksamhet.
Hon tilldelades finska Skyddskårernas förtjänstkors i silver för sina konserter till förmån för Finlands fosterlandsförsvarare 1940. Hon gjorde en filmroll i Erik A. Petschlers Flickan från Värmland 1931. 
Ygberg gifte sig 1932 med Charles Wennberg och var senare gift Lagerspetz. Hon var mormor till författaren och musikern Johan Johansson.

## Teater

### Roller (urval)
| År   | Roll              | Produktion                                                           | Regi             | Teater             |
| ---- | ----------------- | -------------------------------------------------------------------- | ---------------- | ------------------ |
| 1925 | Dolly Marbanks    | Orloff Ernst Marischka och Bruno Granichstaedten                     | Nils Johannisson | Oscarsteatern      |
| 1926 | Jeanette          | Apollon ombord Evert Taube                                           | Oskar Textorius  | Vasateatern        |
| 1926 | Miss Mabel Gibson | Cirkusprinsessan Emmerich Kálmán, Julius Brammer och Alfred Grünwald | Oskar Textorius  | Vasateatern        |
| 1927 | Cahrmian, hovdam  | Cleopatras pärlor Oscar Straus, Julius Brammer och Alfred Grünwald   | Oskar Textorius  | Vasateatern        |
| 1927 | Medverkande       | Ta trapporna, revy Björn Hodell och John Botvid                      |                  | Folkets hus teater |
| 1928 | Medverkande       | Sådan är du, revy Karl-Ewert                                         |                  | Folkets hus teater |
| 1930 |                   | Sympatiska Simon Fridolf Rhudin och Henning Ohlsson                  | Nils Johannisson | Vasateatern        |